# پائول رابینسون (بازیکن فوتبال، زاده ۱۹۸۴)
پائول رابینسون (انگلیسی: Paul Robinson؛ زادهٔ ۲۸ مهٔ ۱۹۸۴) بازیکن فوتبال در پست مهاجم اهل انگلستان است.

## باشگاهی
از باشگاه‌هایی که در آن بازی کرده‌است می‌توان به باشگاه فوتبال ترانمره راورز، باشگاه فوتبال واکسول موتورز، باشگاه فوتبال گریمزبی تاون، باشگاه فوتبال یورک سیتی، باشگاه فوتبال ویتلی بای، باشگاه فوتبال دارلینگتون ۱۸۸۳ و باشگاه فوتبال بلیث اسپارتانس اشاره کرد.